# Виндзор (Висконсин)
Виндзор (енгл. Windsor) насељено је место без административног статуса у америчкој савезној држави Висконсин.

## Демографија
По попису из 2010. године број становника је 3.573, што је 1.04 (41,1%) становника више него 2000. године.
| Група             | 2000.         | 2010.         |
| Белци             | 2.419 (95,5%) | 3.308 (92,6%) |
| Афроамериканци    | 13 (0,5%)     | 62 (1,7%)     |
| Азијати           | 30 (1,2%)     | 71 (2,0%)     |
| Хиспаноамериканци | 37 (1,5%)     | 83 (2,3%)     |
| Укупно            | 2.533         | 3.573         |